# Nicolás Fernández de Moratín

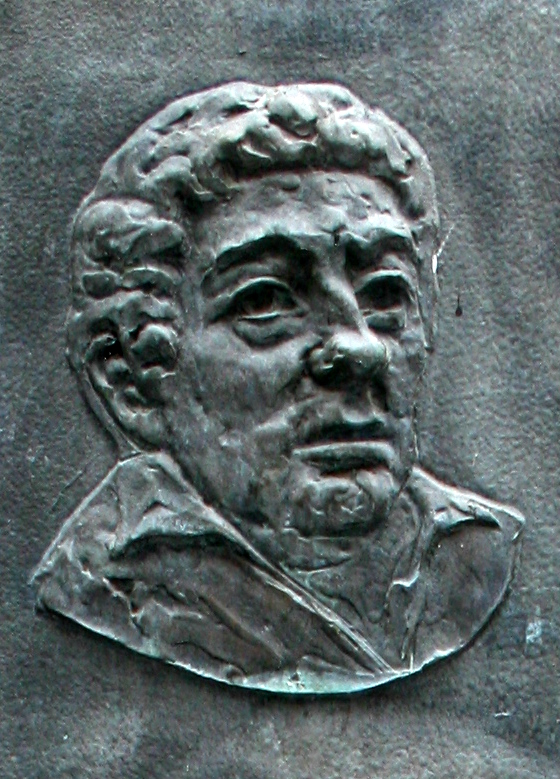
Nicolás Fernández de Moratín

Nicolás Fernández de Moratín (n. 20 iulie 1737, Madrid – d. 11 mai 1780, Madrid) a fost un poet și dramaturg spaniol.
A fost tatăl scriitorului Leandro Fernández de Moratín.
Fondator al cercului literar „Fonda de San Sebastián”, a participat la disputa dintre partizanii teatrului clasic spaniol și ai celui francez și a polemizat în favoarea acestuia din urmă.

## Scrieri
- 1763: Desengaños al teatro español ("Dezamăgire din partea teatrului spaniol");
- 1777: Hormesinda, tragedie de inspirație națională;
- 1777: Guzmán el Bueno ("Guzmán cel Bun");
- Fiesta de toros en Madrid ("Lupta cu tauri în Madrid"), versuri lirice remarcabile prin culoare și farmecul naiv.